# Châtel-Guyon
Châtel-Guyon là một xã ở tỉnh Puy-de-Dôme trong vùng Auvergne miền trung nước Pháp.

## Dân số
| Năm    | 1882 | 1990 | 1999 | 2006 |
| ------ | ---- | ---- | ---- | ---- |
| Dân số | 1946 | 840  | 737  | 760  |